# BlackBerry Messenger
BlackBerry Messenger (BBM) fue una aplicación de mensajería creada por BlackBerry Limited. (BBRY LTD)  para sus teléfonos inteligentes Blackberry y a partir del 21 de octubre de 2013, para teléfonos inteligentes con sistema operativo iOS, Android y Windows Phone.
Fue desarrollado por BlackBerry Limited (antigua Research In Motion (RIM), fabricante del dispositivo BlackBerry. Los mensajes enviados a través de Blackberry Messenger se envían a través del sistema mediante un PIN (que es un código único de identificación de los aparatos), por lo que la comunicación sólo es posible entre los dispositivos BlackBerry, Android, iPhone o Windows Phone. El intercambio de mensajes también es posible a través de difusiones o grupos de chat, que permitirá que múltiples dispositivos se comuniquen en una sola sesión. Además de ofrecer mensajes instantáneos basados en texto, BlackBerry Messenger también permite a los usuarios enviar fotos, Notas de Voz (grabaciones de audio), archivos, la ubicación en un mapa, y una amplia selección de emojis a través de la red de Blackberry.
Con el lanzamiento del BlackBerry Messenger 5.0, se permite a los usuarios utilizar un Código QR para añadir el código de barras entre sí a sus respectivas listas de amigos en lugar de utilizar sólo el PIN numérico de identificación o una dirección de correo electrónico asociada con la BlackBerry del usuario.
En mayo de 2013, en el inicio de la conferencia anual, Blackberry Live, se anunció que el servicio de mensajería llegaría a Android (versión 4.0 en adelante) y IPhone (IOS 6.0 en adelante). También anunció que saldría actualización de BBM que incorporará canales temáticos. Dos meses más tarde, Blackberry anunció que el servicio de mensajería estará disponible a mediados de septiembre del mismo año.
Según un comunicado oficial de Blackberry (antes RIM), la aplicación debió de estar disponible para su descarga en dispositivos con Android (ICS, Jelly Bean y KitKat) a partir del sábado 21 de septiembre de 2013 a las 7:00 am. (UTC -5) y para dispositivos iOS (6 en adelante) desde el domingo 22 de septiembre a las 00:00 (UTC -5), pero, debido a un problema causado por la filtración antes de tiempo de la aplicación de Android, el lanzamiento tuvo que ser aplazado. El 23 de octubre de 2013, la aplicación es lanzada oficialmente para Android e iOS. Posteriormente en agosto de 2014 fue lanzada en dispositivos con Windows Phone (8, 8.1 en adelante) con la versión Beta.
BlackBerry Limited, en su blog oficial BBM, anunció el 18 de abril de 2019 que el servicio llegaría a su fin el 31 de mayo del mismo año, motivado a la migración de sus usuarios a otras plataformas de mensajería, y al hecho de que nuevos usuarios se han mostrado reticentes a utilizar BlackBerry Messenger, poniendo fin de esta manera a más de 13 años de servicio en sus terminales  y a más de 5 años en dispositivos iOS, Android y Windows Phone.

## Características
- Enviar y recibir mensajes con una longitud ilimitada.
- Enviar y recibir emoticonos y etiquetas (stickers).
- Elegir una foto personal como pantalla del BBM y del estado.
- Modificar el estado.
- Confirmaciones en tiempo real cuando los mensajes son entregados y/o leídos.
- Compartir fotos, vídeos, audios y todo tipo de archivos con varios contactos a la vez.
- Enviar archivos de música a los contactos.
- Enviar mensajes a cualquier parte del planeta.
- Enviar mensajes a múltiples contactos al mismo tiempo.
- Establecer conversaciones con más de un contacto a la vez.
- Saber cuando un contacto está escribiendo un mensaje.
- Tener un número de contactos ilimitado.
- BBM Voice: Hacer llamadas gratis a otros contactos mediante una conexión Wi-Fi o de red móvil.
- BBM Vídeo (BlackBerry 10): Hacer videollamadas entre Teléfonos inteligentes BlackBerry 10 y entre tabletas BlackBerry PlayBook y entre Teléfonos inteligentes BlackBerry 10 y tabletas BlackBerry PlayBook y viceversa.
- BBM Vídeo (iOS/Android) :Hacer videollamadas entre dispositivos con iOS (iPhone, iPad y iPod touch, versión 8.0 o superior), entre dispositivos Android (version 4.4 o superior) y entre dispositivos iOS y Android
- Compartir lo que se está viendo en pantalla (solo Teléfonos inteligentes BlackBerry 10).
- Compartir ubicación en tiempo real con Glympse durante un tiempo establecido
- BBM Channels, canales temáticos con información organizada de todo tipo de usuarios, empresas u organizaciones de todo el mundo.
- BBM Grupos, grupos de hasta 50 miembros con calendario propio y listas de tareas que pueden ser modificadas, asignadas y completadas por cualquier miembro del grupo.
- Retirar mensajes o fotos, después de enviarlos, en el dispositivo del destinatario, pudiendo retíralos antes de que los lea el destinatario
- Mensajes Temporizados para que un mensaje o una foto solo pueda verse durante un tiempo determinado antes de desaparecer en el dispositivo del destinatario. Esta opción es muy útil p.e. para compartir contraseñas.
- Chat privado que desaparece sin rastro una vez finalizado o se elimina automáticamente tras un breve período de tiempo. En el Chat privado el nombre del contacto figura oculto y se desactivan las notificaciones.
- Tienda BBM con recomendaciones de otras app, colecciones de stickers y suscripciones (Elininar anuncios, PIN personalizado, etc)